# Peder Møller
Peder Møller (Copenhaguen, 28 de febrer de 1897 – Copenhaguen, 17 d'octubre de 1984) va ser un gimnasta artístic danès que va competir a començaments del segle xx.
El 1920 va prendre part en els Jocs Olímpics d'Anvers, on va guanyar la medalla d'or en el concurs per equips, sistema lliure del programa de gimnàstica.